# 中村了昭
中村了昭（なかむら りょうしょう、1927年 - ）は、日本のインド哲学・古典インド文学者、鹿児島国際大学名誉教授。専攻はインド古代・中古の文化・哲学史。『ラーマーヤナ』原典完訳刊行を行った。

## 来歴
鹿児島県生まれ。旧制鹿児島県立第二鹿児島中学校（現鹿児島県立甲南高等学校）を経て、1944年海軍兵学校第76期入校（1945年学校解散により修了）。1949年旧制第七高等学校造士館（現鹿児島大学）文科卒業。1953年旧制東北大学文学部卒業。卒業論文は「数論偈諸註の比較対照の研究」。東北大学大学院文学研究科博士課程印度哲学専攻満期。金倉円照が恩師。後に、1977年「サーンクヤ哲学の研究」で文学博士（立正大学）。
鹿児島県の県立高校教員を経て、鹿児島経済大学助教授、教授、大学の改称により鹿児島国際大学教授、名誉教授。

## 著書
- 『サーンクヤ哲学の研究 インドの二元論』大東出版社 1982
- 『マハーバーラタの哲学 解脱法品原典解明』平楽寺書店（上下） 1998-2000

## 翻訳
- 『仏教時代のインド』T・W・リス・デヴィッヅ 「翻訳叢書3」大東出版社, 1984.8
- 『新訳 ラーマーヤナ』ヴァールミーキ編著、平凡社〈東洋文庫〉全7巻, 2012.4-2013.8

## 参考
東洋文庫 新訳ラーマーヤナ〈1〉 ISBN 4582808204